# Hindenburg Disaster Newsreel Footage
Hindenburg Disaster Newsreel Footage – amerykański film dokumentalny z 1937 roku będący zapisem lotu i katastrofy LZ 129 Hindenburga.

## Wyróżnienia
| Rok wpisania | National Film Registry |
| ------------ | --- |
| 1997         | Lista filmów budujących dziedzictwo kulturalne USA utworzona przez National Film Preservation Board i przechowywana w Bibliotece Kongresu Stanów Zjednoczonych |